# Golden Horn: Von Venedig nach Konstantinopel
Golden Horn: Von Venedig nach Konstantinopel (italienisch: Golden Horn: da Venezia a Costantinopoli) ist ein Brettspiel des italienischen Spieleautors Leo Colovini aus dem Jahr 2013. Das Spiel für zwei bis vier Spieler ab acht Jahren dauert etwa 45 Minuten pro Spiel. Es handelt sich um ein Strategiespiel, in dem die Mitspieler als Händler möglichst schnell Waren zwischen Venedig und Konstantinopel, dem Goldenen Horn am Bosporus, austauschen müssen.
Das Spiel erschien zuerst 2013 im italienischen Verlag Giochi Uniti sowie im österreichischen Verlag Piatnik. Im gleichen Jahr wurde es mit dem Hauptpreis des österreichischen Spielepreise Spiel der Spiele ausgezeichnet.

## Spielweise

### Thema und Ausstattung
Bei dem Spiel handelt es sich um eine Handelssimulation und geht es darum, Waren zwischen den Häfen von Venedig und dem Goldenen Horn in Konstantinopel auszutauschen. Dabei müssen sie mit ihren Schiffen in den Häfen Waren aufnehmen und diese mit Hilfe ihrer Karten möglichst schnell zum jeweiligen anderen Hafen zu bringen. Zugleich initiieren sie Piratenüberfälle auf ihre Konkurrenten und werden selbst von Piraten angegriffen.
Der Inhalt der Spieleschachtel besteht neben der Spielanleitung aus:
- zwölf Schiffen mit den Wappen der Spieler und Segeln in Farben der sechs Waren,
- vier Warenhäusern mit den Wappen der Spieler,
- vier Seewegskarten,
- drei Häfen (Venedig, Konstantinopel und Modone),
- 90 farbigen Warensteinen in sechs Farben,
- 54 Karten in den sechs Warenfarben, die als Wind- und Piratenkarten eingesetzt werden können,
- einer Startspielerfigur und
- einem Stoffbeutel.

### Spielregeln
Vor dem ersten Spiel müssen die dreidimensionalen Schiffe und Warenhäuser aufgebaut werden. Jeder Spieler wählt ein Wappen und bekommt jeweils die drei Schiffe und das Warenhaus der betreffenden Handelsfamilie. Abhängig von der Anzahl der Spieler wird das Spielfeld aus den Häfen und den Seewegen aufgebaut. Bei vier Spielern werden alle Häfen und Seewege genutzt, bei drei Spielern nur zwei Häfen und alle Seewege und bei zwei Spielern alle Häfen und nur zwei Seewege. Die Spieler verteilen ihre Schiffe nach Wahl auf die Ausgangshäfen Konstantinopel und Venedig. Danach werden alle Warensteine in den Stoffbeutel gegeben und pro Ausgangshafen neun Steine zufällig gezogen, die im jeweiligen Hafen platziert werden. Jeder Spieler bekommt zudem fünf Spielkarten als Handkarten, die restlichen Karten bilden einen verdeckten Nachziehstapel.
Das Spiel verläuft im Uhrzeigersinn beginnend mit einem Startspieler. In jedem Zug kann ein Spieler zwei Aktionen in beliebiger Reihe durchführen: Er kann jederzeit während seines Spielzugs Piraten losschicken, um gegnerische Schiffe zu überfallen, und er muss in jedem Zug ein Schiff bewegen. Danach endet der Zug und der nächste Spieler ist an der Reihe.
Wenn ein Spieler seinen Spielzug in einem der Ausgangshäfen startet, lädt er vor seinem Zug alle ausliegenden Warensteine einer Farbe in sein Schiff. Dabei darf er nur Farben auswählen, die auch auf den Segeln des Schiffes vorkommen. Die Warensteine im Hafen werden danach direkt wieder auf neun aufgefüllt, solange dies durch Ziehen aus dem Stoffbeutel möglich ist. Der Spieler zieht sein Schiff immer mindestens um ein Feld und muss es immer so auf ein Feld setzen, dass sein Bug, der Vorderteil des Schiffes, in Fahrtrichtung zeigt. Die Richtung darf während der Fahrt nicht geändert werden (es sei denn, das Schiff wurde von Piraten überfallen und dabei vollständig geleert) und auf jedem Feld des Seeweges darf immer nur ein Schiff stehen. Eine Ausnahme bilden die Häfen: In den Ausgangshäfen Venedig und Konstantinopel können beliebig viele Schiffe vor Anker liegen, im Zwischenhafen Modone können je nach Spieleranzahl zwei oder drei Schiffe liegen. Der Spieler zieht sein Schiff auf das nächste freie Feld in Fahrtrichtung, überspringt also besetzte Felder und kommt damit schneller vorwärts. Landet es auf einem Feld, dessen Farbe mit der eines seiner Segel übereinstimmt, darf er weiter vorrücken. Stimmen die Farben nicht überein, darf der Spieler beliebig viele Windkarten in den betreffenden Farben ausspielen und auf den Ablagestapel legen, um weiter vorwärts zu kommen. Dabei darf ein Spieler seinen Zug jederzeit abbrechen. Sobald ein Schiff in einem Hafen mit freiem Ankerplatz ankommt, endet der Zug – handelt es sich um einen Zielhafen (Venedig oder Konstantinopel) werden die Waren ausgeladen und in das eigene Warenhaus gelegt. Das leere Schiff kann in einem der nächsten Züge wieder beladen und auf die Reise geschickt werden. Für jedes Schiff, das in einem der drei Häfen ankommt, erhält der Spieler neue Karten vom verdeckten Stapel auf die Hand, wobei die Anzahl der Karten abhängig von der Anzahl der Segel des Schiffes ist. Bei einem Schiff mit dreifarbigen Segel bekommt er eine Karte, bei einem Schiff mit zweifarbigem Segel zwei Karten und bei einem Schiff mit einfarbigem Segel drei Karten.
Entscheidet sich ein Spieler für einen Piratenüberfall, kann er die Windkarten auch dafür einsetzen. Mit Hilfe von Piraten kann er eine Ware von einem fremden Schiff stehlen, indem er 2 Piratenkarten ausspielt, die jeweils mit einer der Segelfarben des betroffenen Schiffes übereinstimmen. Dabei dürfen nur Schiffe auf hoher See überfallen werden. Die beiden Karten werden auf den Ablagestapel gelegt und der Spieler nimmt sich eine Ware aus dem betreffenden Schiff, die er sofort in sein Warenhaus legt. Sollte das beraubte Schiff nach dem Überfall keine Waren mehr an Bord haben, darf der betreffende Spieler im nächsten Zug die Fahrtrichtung ändern und zum Ausgangshafen zurückfahren.

### Spielende und Wertung
Sobald in einem Ausgangshafen, Venedig oder Konstantinopel, keine Waren mehr vorhanden sind, oder wenn ein Spieler von jeder der sechs Warenarten mindestens eine Ware besitzt und das Spielende bekannt gibt, endet das Spiel. Die Runde wird in diesem Fall noch beendet, danach wird das Spiel ausgewertet.
Zur Wertung werden nur die Waren betrachtet, die sich in den jeweiligen Warenhäusern befinden, Waren auf Schiffen bringen keine Siegpunkte. Jede Ware in einem Warenhaus wird mit einem Siegpunkt gewertet, zusätzlich bringen Sätze verschiedener Waren zusätzliche Siegpunkte (ein Satz mit 4 verschiedenen Waren +1 Siegpunkt, ein Satz mit 5 verschiedenen Waren + 2 Siegpunkte und ein Satz mit 6 verschiedenen Waren + 4 Siegpunkte); jede Ware darf dabei nur für einen Satz gewertet werden. Gewinner ist der Spieler, der am Ende der Wertung die meisten Siegpunkte hat.

### ErweiterungDominio da Mar
2015 erschien bei Piatnik die Erweiterung Dominio da Mar, die 20 Soldatenfiguren, 16 Holzwürfel und fünf neue Häfen in das Spiel bringt. In der Erweiterung können Soldaten auf Schiffe geladen werden, mit denen neue Häfen erobert werden können, die weitere Siegpunkte bringen.

## Ausgaben und Rezeption
Das Spiel Golden Horn: Von Venedig nach Konstantinopel wurde von Leo Colovini entwickelt und 2013 im italienischen Verlag Giochi Uniti sowie im österreichischen Verlag Piatnik als Neuerscheinung zu den Internationalen Spieltagen (SPIEL '13) in Essen veröffentlicht. Die grafische Gestaltung erfolgte durch Marko Fiedler.
Im Jahr des Erscheinens wurde es mit dem Hauptpreis des österreichischen Spielepreise Spiel der Spiele ausgezeichnet. 2015 veröffentlichte Kaissa Chess & Games eine griechische Version des Spiels, im gleichen Jahr brachte Piatnik die Erweiterung Golden Horn: Dominio Da Mar für den deutschsprachigen Raum heraus.

## Belege
1. 1 2 3 4  Spieleanleitung Golden Horn
2. 1 2  Golden Horn: Dominio Da Mar in der Spieledatenbank BoardGameGeek (englisch); abgerufen am 30. Juni 2017.
3. ↑  Versionen von Golden Horn in der Spieledatenbank BoardGameGeek (englisch); abgerufen am 30. Juni 2017.